# Dubai Autodrome
Het Dubai Autodrome is een circuit in het emiraat Dubai, en is goedgekeurd door de FIA. Het circuit maakt deel uit van Dubai Motor City, een auto- en motorsport themapark. Vanaf 2006 wordt er jaarlijks de 24 uur van Dubai gehouden.

## Galerij met de verschillende configuraties van dit circuit

### Racing circuits
Dit zijn de enige vakken met toegang tot de pits

Grand Prix circuit
Club circuit
Internationaal circuit
Nationaal circuit

### Training circuits

Hill training circuit
Ovaal training circuit

## Fotogalerij

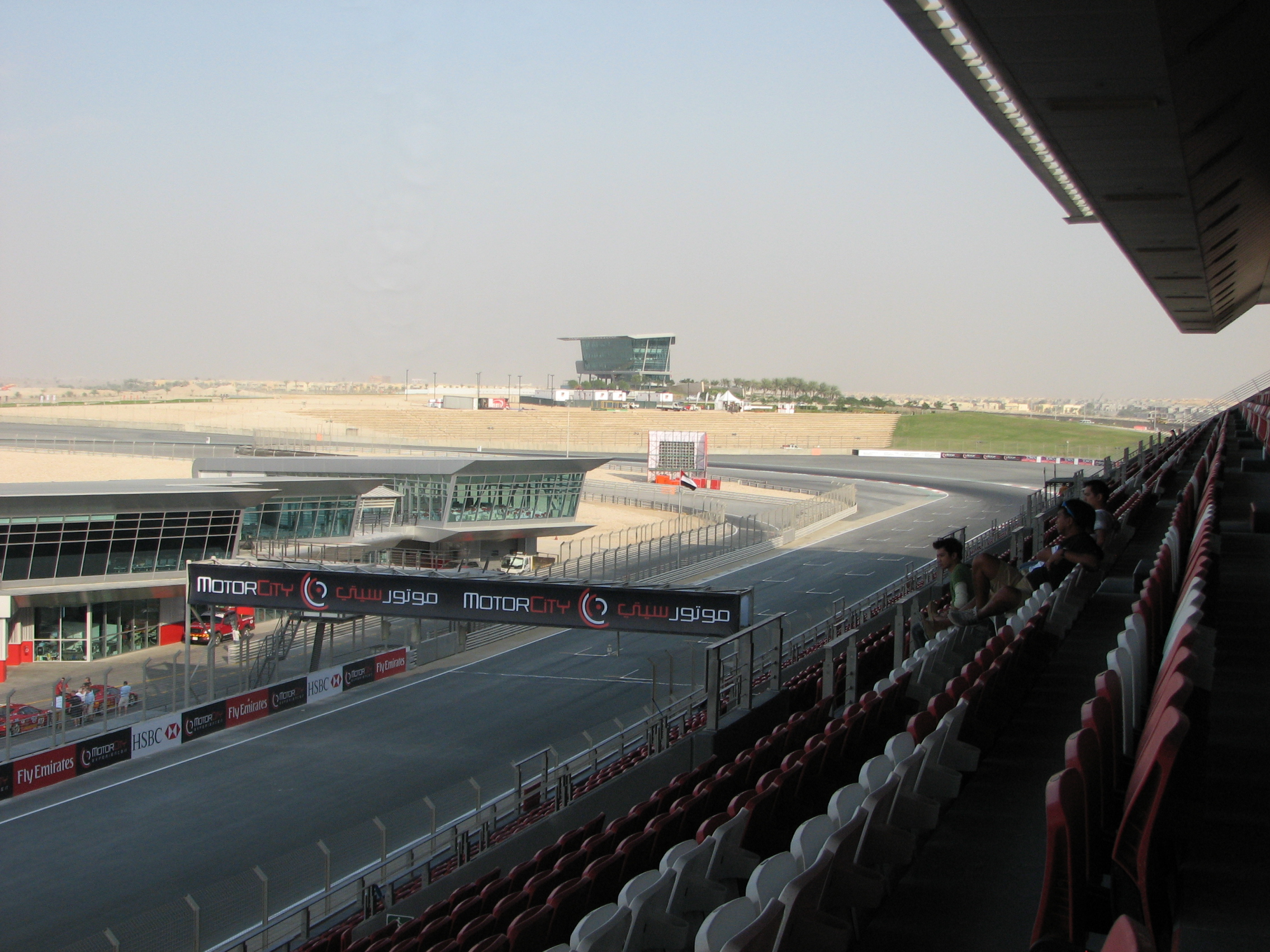
Zicht op het circuit vanaf de hoofdtribune
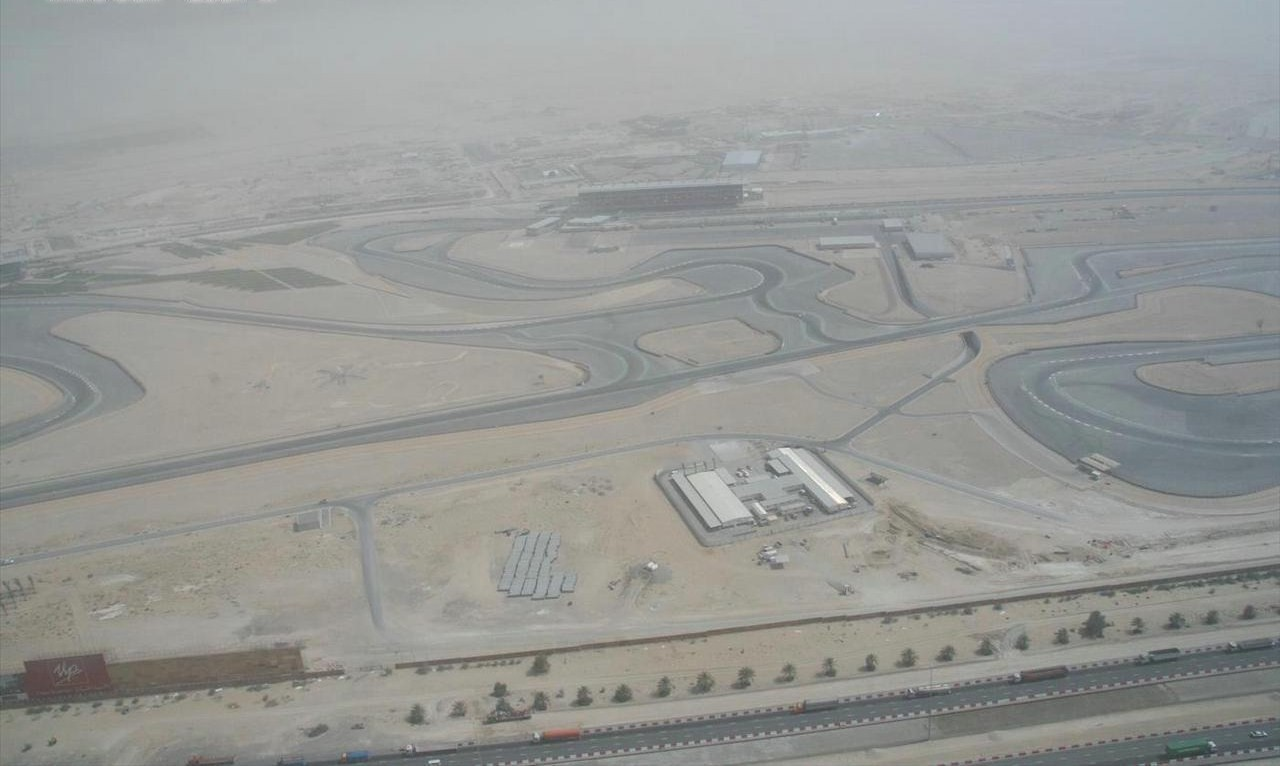
Het circuit vanuit de lucht
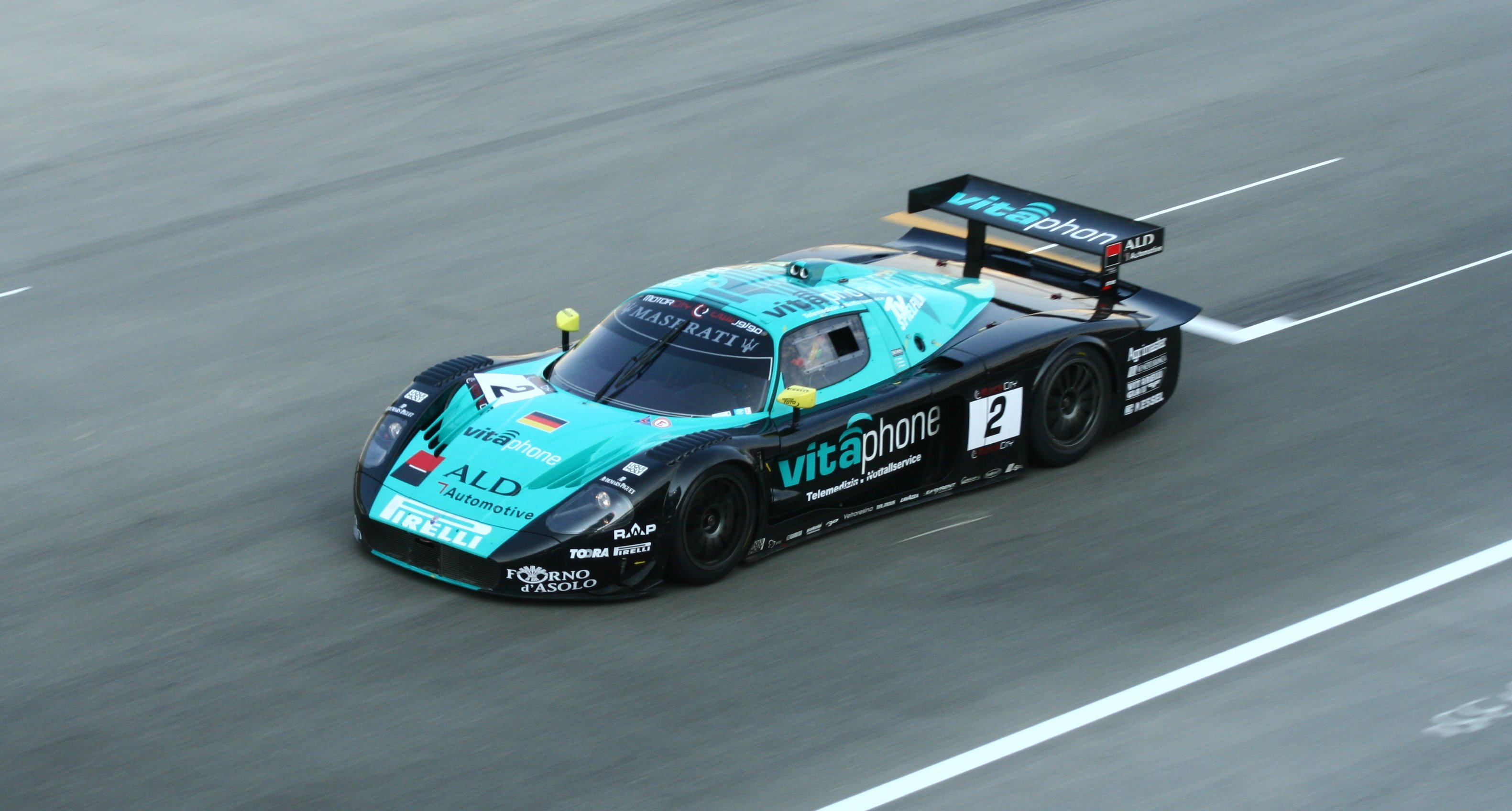
FIA GT in actie op het circuit